# Avengers (Marvel Cinematic Universe)
Gli Avengers sono un immaginario team di supereroi, protagonisti nel media franchise del Marvel Cinematic Universe (MCU), basati sull'omonimo gruppo di Marvel Comics creata da Stan Lee e Jack Kirby nel 1963. Fondato da Nick Fury, direttore dello S.H.I.E.L.D., il team statunitense è composto principalmente da individui dotati di superpoteri o molto abili, descritti come "gli eroi più potenti della Terra", che hanno lo scopo di proteggere il mondo da svariate minacce. Gli Avengers sono raffigurati come operanti nello stato di New York: originariamente dalla Avengers Tower a Midtown Manhattan e successivamente dall'Avengers Compound nell'Upstate New York.
L'idea di base è stata introdotta nella scena dopo i titoli di coda di Iron Man (2008), il primo film del MCU, da Nick Fury come un'iniziativa a cui stava lavorando. Il concetto è stato ulteriormente approfondito in Iron Man 2 (2010), con l'introduzione di Natasha Romanoff. La squadra è poi nata nel film crossover The Avengers (2012), il quale, seguito da Avengers: Age of Ultron (2015), Captain America: Civil War, Avengers: Infinity War (2018) e Avengers: Endgame (2019) e Thunderbolts* (2025), ha iniziato una serie di sei film che è diventata la sesta con più incassi al mondo, mentre il MCU è diventato il primo franchise per incassi nella storia del cinema. Lo sviluppo di personaggi cardine quali Iron Man, Captain America e Thor nella "Saga dell'infinito" ha ricevuto l'acclamazione da parte di critica e pubblico. Gli Avengers sono stati riportati sul grande schermo con Thunderbolts* I Nuovi Avengers e una nuova formazione con l’intento di dare più spazio a molti personaggi secondari dell’M.C.U. Il ritorno degli Avengers è previsto nei film Avengers: Doomsday, previsto per il 2026, e Avengers: Secret Wars, previsto per il 2027 come conclusione della "Saga del Multiverso".

## Storia

### Origini
Nel 1995 Nick Fury, un agente dello S.H.I.E.L.D., vive un'avventura con la supereroina Carol Danvers, alias Captain Marvel, che lo porta a essere coinvolto in un conflitto spaziale e a fargli scoprire l'esistenza di alieni quali Skrull e Kree. Prima di partire in viaggio per l'universo, Danvers gli consegna un cercapersone con cui contattarla in caso di emergenza; Fury, resosi conto che la Terra è vulnerabile ad attacchi di altre creature aliene, decide di dare il via al "Progetto Avengers" (Vendicatori), il cui nome deriva dal velivolo della Danvers nella US Air Force.
Anni dopo Fury, divenuto direttore dello S.H.I.E.L.D., inizia a reclutare vari individui particolarmente dotati che possano prendere parte all'iniziativa: quando il filantropo miliardario Tony Stark dichiara pubblicamente di essere il supereroe Iron Man, Fury lo incontra rimproverandolo per la sua spavalderia, mandando la spia Natasha Romanoff a sorvegliarlo per verificare la sua idoneità come potenziale membro degli Avengers. Successivamente, il Consiglio di sicurezza mondiale propone come candidato Emil Blonsky ma Stark riesce a dissuadere il generale Thaddeus Ross.

### Battaglia di New York

La prima coalizione degli Avengers nell'omonimo film è considerato uno dei momenti più alti mai raggiunti dal MCU

Nel 2012, durante degli esperimenti da parte dello S.H.I.E.L.D. sul dispositivo magico Tesseract, il Dio dell'Inganno asgardiano Loki si teletrasporta sul posto, pone sotto il suo controllo mentale Clint Barton e il dottor Erik Selvig e fugge rubando il Cubo Cosmico. Fury recluta Stark, lo scienziato Bruce Banner, il super soldato Steve Rogers e Romanoff per fermare l'asgardiano e recuperare il Tesseract; Stark e Rogers catturano Loki, ma vengono raggiunti da Thor, venuto a sua volta a prendere suo fratello e il Tesseract. A causa delle divergenze, tra Fury e gli eroi nascono delle discussioni, esacerbate dalla scoperta del gruppo che lo S.H.I.E.L.D. sta costruendo armi di distruzione di massa usando il potere del Cubo Cosmico a insaputa di tutti. Barton e gli uomini di Loki fanno irruzione nella struttura volante dove stanno viaggiando gli eroi, provocando la trasformazione di Banner in Hulk e liberando l'asgardiano per creare scompiglio.
Durante l'attacco, l'agente dello S.H.I.E.L.D. Phil Coulson viene ucciso da Loki; poiché Coulson era legato affettivamente agli eroi, questi ultimi ottengono una motivazione che li porti a unirsi per vendicare la sua morte. Stark, Rogers, Thor, Banner, Romanoff e Barton (liberatosi dal controllo mentale) vanno a New York per affrontare Loki, il quale usa il Tesseract per aprire un portale nel cielo evocando l'esercito di Chitauri. Mentre gli Avengers combattono gli alieni e mettono in salvo i civili, il Consiglio di Sicurezza Mondiale decide, nonostante l'obiezione di Fury, di porre fine all'invasione lanciando un missile nucleare contro Manhattan, anche a costo di distruggere New York uccidendo migliaia di persone. Stark riesce a intercettare il missile e lo spedisce attraverso il portale affinché distrugga la nave madre dei Chitauri, sterminandoli tutti. Romanoff chiude il portale con lo scettro di Loki e quest'ultimo viene arrestato e riportato ad Asgard da Thor insieme al Tesseract. Nonostante i dubbi del governo, la popolazione mondiale è grata agli Avengers e si sente rassicurata dalla loro presenza. Prima di intraprendere strade separate, la squadra si ritrova a mangiare shawarma per celebrare la fine della battaglia e la Stark Tower viene ribattezzata "Avengers Tower".

### Conflitto con l'Hydra e Ultron
Tre anni dopo gli avvenimenti di New York, in seguito allo smantellamento dello S.H.I.E.L.D. a causa della contaminazione dell'Hydra, si scopre che lo scettro magico di Loki è caduto in mano all'organizzazione criminale, che lo usa per compiere degli esperimenti sugli esseri umani. Gli Avengers rintracciano lo scettro in una base dell'Hydra situata a Sokovia, nell'Europa orientale; durante gli scontri con i criminali affrontano inaspettatamente i gemelli Wanda e Pietro Maximoff, soggetti volontari degli esperimenti dell'Hydra che hanno acquisito poteri sovrumani. Rogers cattura lo spietato leader dell'organizzazione, il barone Wolfgang von Strucker mentre Stark recupera lo scettro, nonostante prima Wanda lo sottopone a delle allucinazioni che lo portano a vedere la Terra distrutta dagli alieni e i suoi compagni morti. Lo strumento dovrebbe essere riportato ad Asgard, ma Stark, scosso dalle visioni e dall'esperienza di New York, convince Banner a lavorare segretamente sullo scettro prima che venga restituito agli asgardiani per realizzare un programma di pace globale, ovvero l'Intelligenza Artificiale "Ultron". Gli Avengers danno una festa prima della partenza di Thor, cercando a turno di sollevare il Mjolnir senza successo, ma in quel momento Ultron viene completato e, giunto alla conclusione che l'unico modo per mantenere la pace sia quella di sterminare l'umanità, fugge dalla torre dopo aver rubato lo scettro. Ciò provoca le prime fratture nella squadra, in quanto Rogers e Thor si arrabbiano con Stark per il suo comportamento sconsiderato e per aver agito alle loro spalle.
In Africa gli Avengers affrontano Ultron; quest'ultimo si è alleato con i gemelli Maximoff e, durante lo scontro, Wanda provoca allucinazioni traumatiche a Romanoff, Rogers e Thor, lasciandoli scossi. Usando il suo potere anche su Banner scatena Hulk nella città di Johannesburg finché Stark non lo ferma con l'armatura Hulkbuster. Gli Avengers, provati dall'esperienza, si rifugiano temporaneamente dalla famiglia di Barton, dove vengono raggiunti da Fury, poi recuperano un corpo in vibranio che Ultron stava cercando di creare per sé; i Maximoff passano dalla loro parte dopo aver scoperto i piani genocidi di Ultron. Stark e Banner decidono di caricare l'Intelligenza Artificiale J.A.R.V.I.S. nel nuovo corpo in vibranio, nonostante l'opposizione di Rogers e dei Maximoff. Thor, che ha avuto una visione relativa alle Gemme dell'infinito, usa Mjolnir per potenziare la creazione del nuovo androide, portando alla creazione di Visione.
Ultron intende causare un'estinzione di massa facendo levitare Sokovia e portandola a schiantarsi, quindi gli Avengers intervengono per fermarlo con la collaborazione di James Rhodes e dei Maximoff; nonostante l'impresa riesca, Sokovia viene completamente distrutta, Hulk scompare su una navicella vagante e Pietro muore nel proteggere Barton. Successivamente, la squadra si separa nuovamente: Stark decide di ritirarsi come membro attivo del gruppo, Thor parte per lo spazio cercando risposte sulle visioni che ha avuto, Rogers e Romanoff rimangono a capo degli Avengers addestrando i nuovi membri, Rhodes, Visione, Wanda e Sam Wilson. Il quartier generale della squadra si trasferisce inoltre a nord dello Stato di New York.

### Guerra civile

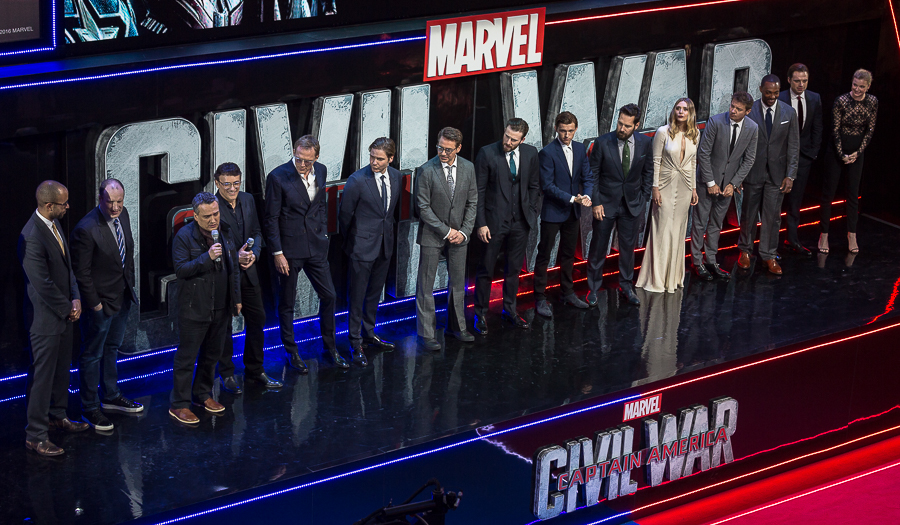
Il cast di Captain America: Civil War, con Kevin Feige, i registi Anthony e Joe Russo e il produttore Nate Moore alla premiere a Londra

Un anno dopo la battaglia di Sokovia, Scott Lang entra nella base degli Avengers per rubare un dispositivo, scontrandosi brevemente con Sam Wilson. Mesi dopo, Rogers, Romanoff, Maximoff e Wilson operano a Lagos per fermare Brock Rumlow e altri mercenari dal derubare un laboratorio di ricerca. Rumlow cerca di compiere un attacco suicida per uccidere anche Rogers e Maximoff devia l'esplosione, provocando accidentalmente la morte di numerosi diplomatici del Wakanda. In seguito all'evento, il segretario di Stato Thaddeus Ross presenta agli Avengers gli "Accordi di Sokovia", una decisione delle Nazioni Unite che comporterebbe la registrazione obbligatoria della squadra e di altri superumani per porli sotto la loro autorità diretta. Ciò provoca la divisione della squadra: Stark, Rhodes, Visione e Romanoff approvano l'idea ritenendo che il loro operato dovrebbe essere controllato maggiormente, mentre Rogers e Wilson si oppongono temendo che ciò limiterebbe la loro autonomia.
Bucky Barnes viene incastrato per l'uccisione del re del Wakanda, T'Chaka, in un attentato; Rogers e Wilson cercano di proteggerlo dall'arresto e si scontrano con Stark, Rhodes, Romanoff e T'Challa, figlio vendicativo di T'Chaka. Scoprendo che il vero responsabile è Helmut Zemo, apparentemente interessato al programma del Soldato d'Inverno, Rogers, Wilson e Barnes decidono di fermarlo pur andando contro i loro ex alleati; reclutano quindi Barton, Maximoff e Lang e si scontrano con la fazione di eroi guidata da Iron Man a cui si sono aggiunti Visione e la nuova giovane recluta Peter Parker, all'aeroporto di Lipsia-Halle. Romanoff si rivolta contro gli alleati e permette a Rogers e Barnes di fuggire, mentre Wilson, Maximoff, Barton e Lang vengono arrestati e imprigionati e Rhodes rimane paralizzato alle gambe. Steve e Bucky, seguiti da Stark e T'Challa, raggiungono la base siberiana dell'Hydra per impedire a Zemo di riattivare il programma del Soldato d'Inverno; Zemo però ha eliminato tutti i soldati ibernati e rivela a Tony che i suoi genitori furono uccisi da Barnes quando era sottoposto al controllo dell'Hydra. Furioso, Stark cerca di ucciderlo e si scontra con lui e Rogers; il braccio metallico di Bucky viene distrutto e Steve disabilita l'armatura di Tony, per poi abbandonare il suo scudo. Nel frattempo, T'Challa arresta Zemo dopo aver scoperto quello che ha fatto. Successivamente Rogers e Romanoff fanno evadere Wilson e Maximoff, T'Challa ospita Bucky nel Wakanda per trovare una cura al suo condizionamento mentale e Rogers invia a Stark un cellulare con cui contattarlo in caso di emergenza.
In seguito a ciò, come Avengers ufficiali rimangono solo Tony, Rhodes e Visione. A Parker viene offerto un posto nella squadra per essere riuscito a fermare il criminale Adrian Toomes, ma rifiuta riconoscendo di non essere ancora pronto, preferendo operare come eroe indipendente. Natasha si nasconde e viene coinvolta in una missione coinvolgente il programma delle Vedove Nere; Barton e Lang, che hanno scelto di non fuggire con Rogers, patteggiano la loro pena per essere condannati agli arresti domiciliari così da rimanere con le loro famiglie. Anche Visione successivamente si allontana dagli Avengers per ricongiungersi con Wanda, dandosi alla macchia con lei.

### Guerra dell'infinito
Nel 2018 si delinea la minaccia di Thanos, Titano Pazzo in cerca delle Gemme dell'infinito con cui sterminare metà della popolazione dell'universo. Il primo incontro con gli Avengers avviene sulla nave spaziale Statesman, dove viaggiano i rifugiati di Asgard guidati da Thor, Loki e Hulk: Thanos, in possesso della Gemma del potere, ricatta Loki minacciando la vita di Thor per ottenere la Gemma dello spazio. Loki viene ucciso, mentre Thor, ferito gravemente, viene salvato dai Guardiani della Galassia e Hulk è inviato sulla Terra, dove avverte il dottor Stephen Strange (custode della Gemma del tempo) dell'arrivo di Thanos. Banner si ricongiunge a Stark, il quale, assistito da Peter Parker, combatte Fauce d'Ebano e l'Astro Nero al Greenwich Village. Strange viene catturato e portato nello spazio, seguito da Stark e Parker; Bruce (impossibilitato a combattere a causa del rifiuto di Hulk) contatta i suoi ex compagni di squadra per mettere al sicuro la Gemma della mente incastonata in Visione.

#### Battaglia su Titano
Dopo aver ucciso Fauce e salvato Strange, Stark decide di dirigersi sul pianeta natale di Thanos, Titano, per affrontarlo. Qui lui, Strange e Parker si alleano con i Guardiani della Galassia dopo un iniziale fraintendimento, tendendo una trappola a Thanos già in possesso di quattro Gemme. La squadra riesce quasi a strappargli il Guanto dell'Infinito, ma il piano va in fumo quando Peter Quill aggredisce il titano in preda al dolore e alla rabbia dopo aver appreso della morte di Gamora, nonostante l'intervento di Stark per trattenere la sua collera. Iron Man combatte Thanos in uno scontro fisico e viene sopraffatto ma, prima che venga ucciso, Strange baratta la sua vita per la Gemma del tempo nonostante avesse precedentemente affermato che lo avrebbe lasciato morire pur di custodire la Gemma: spiega infatti a Tony di aver visto il futuro e che "non c'era altro modo" per vincere.

#### Battaglia in Wakanda
Nel frattempo, sulla Terra, Wanda e Visione vengono attaccati a Edimburgo dei Figli di Thanos (Proxima Media Nox, Gamma Corvi e il Cacciatore d'Ossidiana) in cerca della Gemma della mente incastonata sulla fronte di Visione. I latitanti Rogers, Romanoff e Wilson, allertati da Banner, li raggiungono e li portano in salvo, poi si ricongiungono con Bruce e Rhodes. La squadra decide di non distruggere subito la Gemma, in quanto causerebbe la morte di Visione, ma di andare in Wakanda affinché la sorella di T'Challa, Shuri, possa separarla dall'androide senza ucciderlo. Nel frattempo l'esercito del Wakanda, la tribù Jabari, le Dora Milaje e Barnes si uniscono agli Avengers per difendere Visione dall'Ordine Nero e dagli alieni Outriders. Allo scontro si aggiungono Bruce (con indosso la Hulkbuster modificata) e i sopraggiunti Thor, Rocket e Groot, il Dio del Tuono dotato della sua nuova ascia Stormbreaker.
Nonostante gli sforzi, i figli di Thanos fanno irruzione nella base dove Shuri sta operando, interrompendo l'operazione e portando Visione sul campo di battaglia. L'androide incita Wanda a distruggere la Gemma della mente e la donna esegue con riluttanza, uccidendolo poco prima dell'arrivo dello stesso Thanos. Quest'ultimo sconfigge i vari eroi che cercano di fermarlo e usa la Gemma del tempo per invertire la distruzione di Visione, uccidendolo una seconda volta strappandogli la Gemma della mente. Thor ferisce gravemente Thanos ma non gli impedisce di schioccare le dita, causando il Blip: metà della popolazione dell'universo si dissolve, inclusi gran parte degli alleati, amici e parenti degli Avengers, poi Thanos fugge lasciando gli eroi sconvolti.

### Inversione del Blip
Gli Avengers superstiti vengono raggiunti da Carol Danvers, che riporta sulla Terra Stark e Nebula, unici sopravvissuti su Titano. Stark se la prende con Rogers per quanto accaduto, mentre la squadra decide di raggiungere Thanos per provare a invertire lo sterminio. Una volta trovato il titano, scoprono però che ha distrutto le Gemme dell'infinito; Thor, furioso, lo decapita.
Nei cinque anni successivi, gli eroi prendono strade separate: Romanoff continua a gestire gli Avengers (composti ora da lei, Rhodes, Carol Danvers, Rocket, Nebula e Okoye); Stark si ritira a vita privata, si sposa con Pepper Potts e insieme a lei ha una figlia di nome Morgan; Rogers gestisce un gruppo di supporto per aiutare le persone a superare il dolore del Blip; Barton, che ha perso tutta la sua famiglia, diventa un vigilante che uccide i criminali sopravvissuti; Thor, sopraffatto dalla depressione, diventa obeso e alcolizzato, trascurando il suo ruolo di re di Asgard; Banner riesce a fondersi con Hulk, assumendo il suo aspetto e forza pur mantenendo il proprio intelletto.

#### Furto del tempo
Cinque anni dopo il Blip, Scott Lang si libera casualmente dal Regno quantico; visita Rogers e Romanoff spiegando loro che per lui sono passate solo cinque ore, suggerendo di sfruttare il Regno quantico per viaggiare nel tempo e invertire il Blip. Stark, inizialmente riluttante, ricordando la perdita di Parker trova il modo di sfruttare le Particelle Pym per creare una macchina del tempo e si ricongiunge dopo anni con Rogers.
Gli Avengers si dividono in squadre: Banner, Rogers, Stark e Lang vanno a New York nel 2012 per recuperare le Gemme del tempo, spazio e mente, nonostante Stark e Rogers debbano tornare negli anni settanta per ottenere quella dello spazio, avendo accidentalmente causato la fuga del Loki del 2012 con essa. Thor e Rocket si dirigono ad Asgard nel 2013 per recuperare la Gemma della realtà e Mjolnir, mentre Rhodes, Nebula, Barton e Romanoff vanno nel 2014: qui, dopo aver preso la Gemma del potere, Nebula viene catturata dal Thanos del passato che scopre i piani degli Avengers e Natasha si sacrifica su Vormir per permettere a Barton di ottenere la Gemma dell'anima.

#### Battaglia all'Avengers Compound
Tornati al presente, gli Avengers riuniscono le Gemme in un guanto progettato da Stark, Banner e Rocket. Bruce, il più resistente alle radiazioni gamma, lo indossa e inverte il Blip, riportando tutti gli scomparsi in vita. Nel frattempo, la Nebula del 2014 permette al Thanos di quell'anno e al suo esercito di raggiungere il presente, bombardando la base degli Avengers. La Nebula del presente convince la Gamora del 2014 ad aiutarla, ma è costretta a uccidere la sua sé stessa del passato quando cerca di attaccarli. Thanos combatte Iron Man, Thor e Captain America, il quale si rivela degno di brandire Mjolnir. Riesce a sopraffarli, ma in quel momento si presentano tutti gli alleati degli Avengers. Durante lo scontro che ne segue, Thanos riesce a impossessarsi nuovamente del guanto e decide di usarlo per distruggere l'universo esistente, creandone uno nuovo e grato per le sue azioni. Stark lo inganna per ottenere le Gemme e le utilizza per disintegrare Thanos e il suo esercito, nonostante subito dopo spiri a causa del potere eccessivo delle Gemme esercitato sul suo corpo.

#### Conseguenze
Dopo il funerale di Stark, gli Avengers vengono sostanzialmente sciolti: Thor nomina Valchiria come nuova sovrana di Asgard e parte per lo spazio con i Guardiani della Galassia; Rogers riporta le Gemme e Mjolnir alla loro linea temporale e rimane nel passato a vivere con Peggy Carter. Nel presente, ormai anziano, designa come nuovo Captain America Wilson. Rhodes torna nell'esercito insieme a Wilson; quest'ultimo, con l'aiuto di Bucky, sconfigge la setta dei Flagsmashers e, a missione ultimata, accetta di diventare ufficialmente il nuovo Captain America. Parker viene scelto come successore spirituale di Stark ma, a causa di un conflitto con il criminale Mysterio, viene accusato della morte di quest'ultimo e la sua identità segreta è rivelata pubblicamente, venendo costretto a far dimenticare a tutti l'esistenza di Peter Parker.
Wanda, rimasta distrutta dalla morte di Visione e ossessionata dal desiderio di trascorrere una vita serena con lui, prende inavvertitamente il controllo della cittadina di Westview trasformandola nella location di una sitcom, ponendo gli abitanti sotto il suo controllo. Successivamente viene corrotta dal potere oscuro del Darkhold e diventa nota come la Scarlet Witch, creando problemi nel multiverso finché non viene fermata da Strange, Wong e America Chavez.
Danvers e Banner rimangono in contatto e, insieme a Wong, esaminano gli artefatti dei Dieci Anelli dando il benvenuto nel gruppo a due nuovi eroi, Shang-Chi e Katy. Clint, nonostante sia ancora distrutto dalla morte di Natasha, riesce a sventare una cospirazione malavitosa a New York che coinvolge Maya Lopez, Kingpin e Yelena Belova grazie all'aiuto di una nuova alleata, Kate Bishop, che Barton prende come protetta.
Per la loro impresa gli Avengers vengono acclamati in tutto il mondo. A diversi mesi dal Blip, al Camp Lehigh si tiene un evento per fan chiamato AvengerCon, dedicato alla celebrazione degli eroi.

### I Nuovi Avengers e gli Avengers di Sam Wilson
Un gruppo di mercenari, assoldati da Valentina Allegra De Fontaine (direttrice della C.I.A.) per nascondere le prove dei suoi crimini e dei suoi esperimenti illegali, si ritrova in un laboratorio di Valentina. Gli agenti sono Taskmaster, Yelena Belova, U.S. Agent e Ms Ghost; Valentina vuole eliminarli una volta compiute le missioni facendoli uccidere fra di loro perché li considera come prove. Taskmaster muore e loro capiscono il piano di Val. Fuggono dal laboratorio con un esperimento che non si ricorda chi é, tranne che si chiama Bob. Si scopre che Bob é un uomo potenziato e finisce nelle mani di Val che lo vuole usare e trasformare nel nuovo eroe americano che protegga il mondo, Sentry. Ad aiutarli é l'ex-supersoldato russo e padre di Yelena: Red Guardian; Bucky Barnes, ora deputato, cattura i mercenari per usarli come prove al processo con la De Fontaine. Quando Barnes capisce la minaccia di Bob, decide ufficializzare questa squadra di ex criminali rinominata temporaneamente "Thunderbolts". Fanno irruzione e si battono con Sentry perdendo e ritirandosi. Void, la personalità malvagia di Sentry, tradisce Valentina e la strozza. L'assistente di Val, Mel, la salva e fa svenire Bob. La squadra di divide dopo aver capito che erano impotenti in confronto a Sentry. Void intrappola le persone nel vuoto, una dimensione nella mente di Bob dove le persone ricordano i loro peggiori ricordi. I "Thunderbolts" sconfiggono Void da dentro con l'aiuto della versione buona di Bob e salvano New York. Val sta per essere smascherata ma mentre sta per essere presa afferma alla stampa di essere il capo dei Thunderbolts e li rinomina New Avengers. I New Avengers (Guardiano Rosso, Winter Soldier, White Widow, Sentry, U.S. Agent, Ms Ghost) rimangono in attività per circa 14 mesi quando scoprono che Sam Wilson sotto consiglio di Taddeus Ross ha formato un nuovo team di Avengers probabilmente formato da Black Panter, Thor, Shang chi, Falcon, Captain America e Ant man. Sam rivendica il suo come vero team di Avengers.

## Versioni alternative
Nella serie animata What If...? vengono mostrati gli Avengers in vari universi alternativi:
- In un 2011 alternativo Hank Pym, nei panni del Calabrone, uccide Stark, Thor, Barton, Banner e Romanoff prima della formazione ufficiale della squadra per vendicarsi di Fury e dello S.H.I.E.L.D., in quanto sua figlia Hope van Dyne, agente dell'organizzazione, era morta durante una missione. In seguito a ciò, i guardiani guidati da Loki invadono la Terra e Fury forma una nuova squadra di Avengers composta da Rogers e Danvers per fermarli. Successivamente l'Osservatore porta in questo universo la Natasha Romanoff proveniente da un mondo in cui è rimasta l'unica superstite e lei sconfigge Loki sottomettendolo con il suo scettro.
- In un 2018 alternativo, Hank Pym porta inavvertitamente sulla Terra un virus dal Regno quantico che trasforma le persone in zombie. Gli Avengers cercano di fermare i contagiati ma gran parte di loro viene comunque infettata.
- In un 2015 alternativo, Ultron riesce a caricarsi sul corpo in vibranio uccidendo Stark, Rogers, Thor e Banner, procedendo poi a sterminare la popolazione mondiale. Romanoff e Barton, gli unici sopravvissuti, cercano di fermarlo, e successivamente Clint si sacrifica per permettere alla compagna di scappare, in quanto privato della voglia di vivere in seguito allo sterminio di tutti i suoi conoscenti.

## Membri ufficiali
| Personaggio                      | Interpretato da    | Doppiatore italiano     | Entrata nella squadra                    | Dipartita dalla squadra                                                                                               |
| -------------------------------- | ------------------ | ----------------------- | ---------------------------------------- | --- |
| Tony Stark / Iron Man            | Robert Downey Jr.  | Angelo Maggi            | The Avengers                             | Morto sacrificandosi nella battaglia finale contro Thanos e il suo esercito per l'utilizzo delle Gemme dell'infinito. |
| Steve Rogers / Captain America   | Chris Evans        | Marco Vivio             | The Avengers                             | Invecchiato e ritiratosi dopo aver restituito le Gemme dell'Infinito nel passato.                                     |
| Thor                             | Chris Hemsworth    | Massimiliano Manfredi   | The Avengers                             | Rimasto con i Guardiani della Galassia dopo Endgame. Ora combatte insieme al gruppo di Sam Wilson                     |
| Bruce Banner / Hulk              | Mark Ruffalo       | Riccardo Rossi          | The Avengers                             | Rimasto in forma Hulk intelligente dopo Endgame. Inattivo                                                             |
| Natasha Romanoff / Vedova Nera   | Scarlett Johansson | Domitilla D'Amico       | The Avengers                             | Morta sacrificandosi durante un viaggio nel tempo per recuperare la Gemma dell'anima.                                 |
| Clint Barton / Occhio di Falco   | Jeremy Renner      | Christian Iansante      | The Avengers                             | Ritiratosi per stare con la sua famiglia.                                                                             |
| James Rhodes / War Machine       | Don Cheadle        | Fabrizio Vidale         | Avengers: Age of Ultron                  | Ancora attivo come War Machine.                                                                                       |
| Wanda Maximoff / Scarlet Witch   | Elizabeth Olsen    | Gemma Donati            | Avengers: Age of Ultron                  | Temporaneamente morto, poi resuscitato. Morta sacrificandosi per distruggere il Darkhold.                             |
| Visione                          | Paul Bettany       | Nino D'Agata            | Avengers: Age of Ultron                  | Ucciso da Thanos. |
| Sam Wilson / Falcon              | Anthony Mackie     | Nanni Baldini           | Avengers: Age of Ultron                  | Diventato il nuovo Captain America dopo Endgame.                                                                      |
| Peter Parker / Spider-Man        | Tom Holland        | Alex Polidori           | Avengers: Infinity War                   | Temporaneamente morto, poi resuscitato. Ancora attivo come Spider-Man                                                 |
| Carol Danvers / Captain Marvel   | Brie Larson        | Elena Perino            | Avengers: Endgame                        | Ancora attiva. |
| Scott Lang / Ant-Man             | Paul Rudd          | Riccardo Niseem Onorato | Avengers: Endgame                        | Ancora attivo. |
| Yelena Belova / Vedova Nera      | Florence Pugh      | Lucrezia Marricchi      | Thunderbolts*                            | Ancora attiva, nel gruppo Nuovi Avengers                                                                              |
| John Walker / U.S. Agent         | Wyatt Russell      | Massimo Triggiani       | Thunderbolts*                            | Ancora attivo, nel gruppo Nuovi Avengers                                                                              |
| Bucky Barnes / Soldato d'Inverno | Sebastian Stan     | Emiliano Coltorti       | Thunderbolts*                            | Ancora attivo, nel gruppo Nuovi Avengers                                                                              |
| Ava Starr / Ms. Ghost            | Hannah John-Kamen  | Gaia Bolognesi          | Thunderbolts*                            | Ancora attivo, nel gruppo Nuovi Avengers                                                                              |
| Robert Reynolds / Sentry         | Lewis Pullman      | Pasquale Severino       | Thunderbolts*                            | Ancora attivo, nel gruppo Nuovi Avengers                                                                              |
| Alexei Shostakov / Red Guardian  | David Harbour      | Massimo Bitossi         | Thunderbolts*                            | Ancora attivo, nel gruppo Nuovi Avengers                                                                              |
| Shang Chi                        | Simu Liu           | Federico Viola          | Shang-Chi e la leggenda dei Dieci Anelli | Attivo |

### Alleati
Nel corso dei film, molti altri eroi hanno assistito gli Avengers in una o più occasioni:
- Nick Fury: ufficiale fondatore della squadra, che spesso supporta nelle prime due fasi della Saga dell'Infinito.
- Phil Coulson: agente dello S.H.I.E.L.D. amico di Stark, Rogers e Thor, contribuisce in modo fondamentale alla creazione del gruppo, che trova coesione la prima volta per vendicare la sua morte[6]. In un'occasione Fury lo definisce "importante tanto quanto gli Avengers"[7]. Coulson, viene riportato in vita grazie a misteriose operazioni tramite l'iniezione di enzimi Kree e incaricato da Fury di rifondare lo S.H.I.E.L.D. (che era stato smantellato quando l'HYDRA si è infiltrata all'interno dello S.H.I.E.L.D.) Morirà, a causa della reazione chimica tra il suo sangue e gli enzimi Kree.
- Lo S.H.I.E.L.D.: organizzazione che assiste gli Avengers durante lo scontro con Loki. Nonostante venga smantellata, alcuni membri come Fury e Maria Hill danno loro supporto anche nella battaglia di Sokovia.
- Erik Selvig ed Helen Cho: due scienziati che aiutano gli Avengers rispettivamente durante la battaglia con i Chitauri e nello scontro con Ultron.
- Pietro Maximoff / Quicksilver: fratello gemello di Wanda e neo membro degli Avengers durante la battaglia di Sokovia, muore ucciso da Ultron mentre protegge Barton e un bambino prima che possa entrare ufficialmente nella squadra.
- Rocket Raccoon, Nebula e Okoye: vengono brevemente accreditati come membri degli Avengers nei cinque anni successivi allo sterminio di Thanos.[8][9]
- Dottor Strange, Wong, i Guardiani della Galassia (Star-Lord, Drax il Distruttore, Groot e Mantis), Shuri, M'Baku e l'esercito del Wakanda: combattono Thanos al fianco degli Avengers durante la Guerra dell'Infinito.
- Pepper Potts / Rescue, Gamora (variante del 2014), Valchiria,[10] Hope van Dyne / Wasp, Korg, Miek, Kraglin Obfonteri, Howard il papero, l'esercito di Asgard, i Maestri delle Arti Mistiche e i Ravagers: combattono Thanos e il suo intero esercito al fianco degli Avengers durante la battaglia finale sulla Terra.[11]

## Concezione e sviluppo

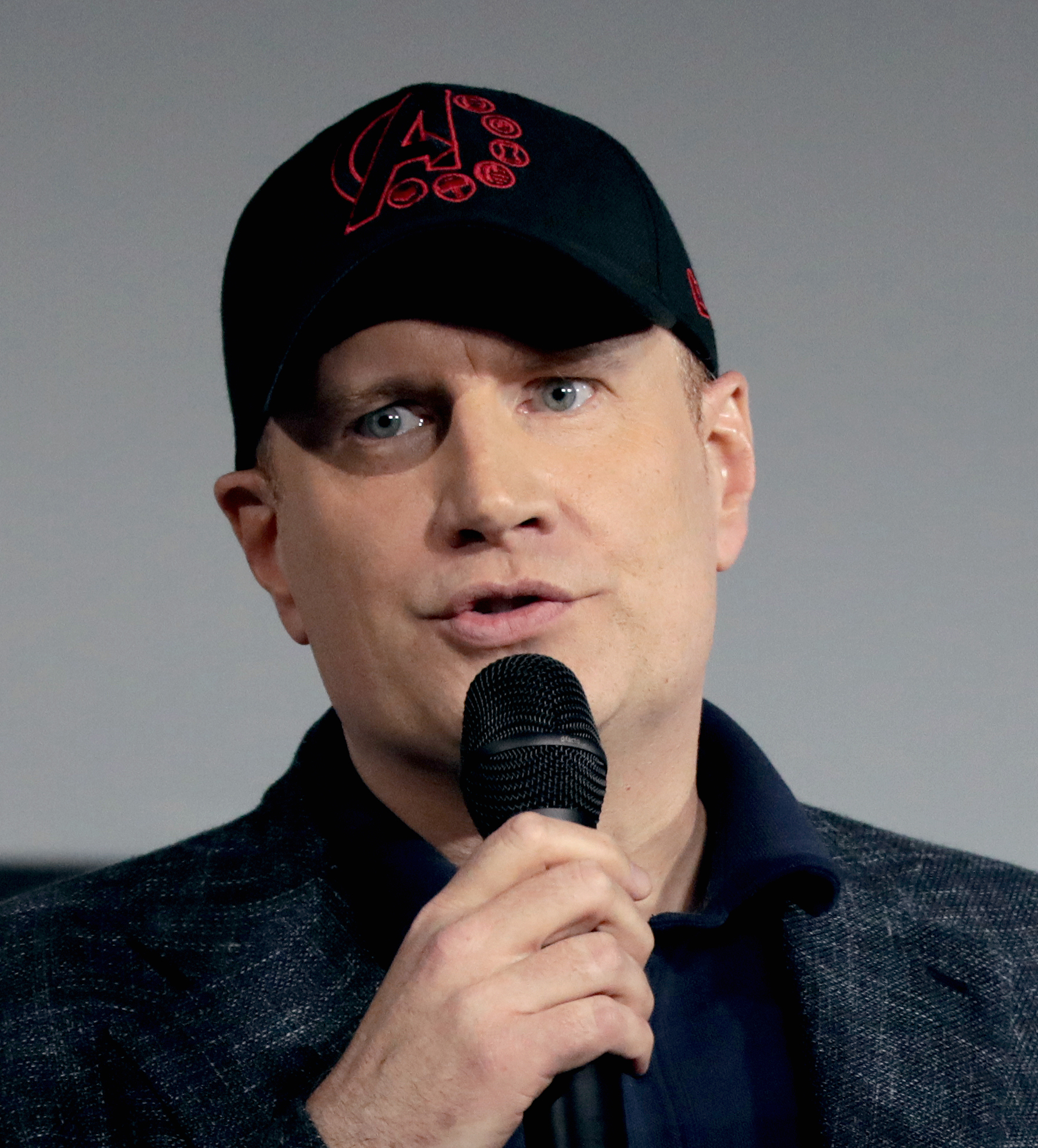
Kevin Feige, ideatore della creazione di un universo cinematografico condiviso relativo agli eroi Marvel

A metà degli anni 2000, Kevin Feige si accorse che la Marvel possedeva ancora i diritti dei membri principali dei Vendicatori. Feige, un "fanboy" autoproclamato, immaginava di creare un universo condiviso proprio come avevano fatto i creatori Stan Lee e Jack Kirby con i loro fumetti all'inizio degli anni '60.
L'idea di creare un film basato sugli Avengers sono iniziate nel 2003; Avi Arad, l'amministratore delegato dei Marvel Studios, ha annunciato ufficialmente i piani di sviluppare la pellicola nell'aprile del 2005, dopo che la Marvel Enterprises ha dichiarato l'indipendenza associandosi a Merrill Lynch per produrre una serie di film che sarebbero stati distribuiti dalla Paramount Pictures. La Marvel ha discusso i suoi piani con una breve presentazione a degli analisti di Wall Street: l'intenzione dello studio era di rilasciare film singoli incentrati su determinati personaggi per stabilire le loro personalità e caratteristiche e permettere al pubblico di familiarizzare con loro prima di realizzare un film crossover in cui riunirli. Lo sceneggiatore Zak Penn, che si è occupato de L'incredibile Hulk, è stato assunto nel giugno 2007. In seguito allo sciopero degli sceneggiatori della Writers Guild of America del 2007-2008, la Marvel ha negoziato con la Writers Guild of America per assicurarsi che creassero film basati su alcuni fumetti tra cui Capitan America, Ant-Man e i Vendicatori. Dopo il successo di Iron Man nel 2008, la società ha fissato una data di uscita per The Avengers nel luglio 2011. Nel settembre del 2008, i Marvel Studios hanno raggiunto un accordo con la Paramount che ha conferito alla società i diritti di distribuzione per altri cinque film.

Nell'ottobre del 2008 Jon Favreau è stato assunto come produttore esecutivo del film e la società ha firmato un contratto a lungo termine con i Raleigh Studios per produrre altri tre film ad alto budget per introdurre ulteriori personaggi: Iron Man 2 (War Machine e Vedova Nera), Thor (Thor e Occhio di Falco), Captain America - Il primo Vendicatore (Capitan America). Favreau ha dichiarato che non avrebbe diretto il film, ma avrebbe aiutato a realizzarlo, ammettendo di essere preoccupato in quanto Iron Man è un eroe basato sulla tecnologia, mentre The Avengers presenta alcuni aspetti sovrannaturali con l'introduzione di Thor; i due elementi funzionano nei fumetti, ma sarebbe stato difficile fare altrettanto per il film per non "far saltare il mondo creato". Nel marzo del 2009, la Marvel ha posticipato ufficialmente la data di uscita di quasi un anno, il 4 maggio 2012.
Nel luglio 2009, Penn ha parlato del processo di realizzazione di un film crossover, spiegando come la struttura delle singole pellicole precedenti debbano imitare quella dei fumetti, convergendo in una particolare direzione. Inizialmente Penn ha cercato di ridurre il ruolo di Thor nella sceneggiatura in quanto aveva dei dubbi sul successo che il personaggio avrebbe riscosso nel film, cambiando idea dopo il casting di Chris Hemsworth. Si è deciso fin dall'inizio che Loki sarebbe stato l'antagonista della pellicola, ma anche Teschio Rosso è stato preso in considerazione.
Nel gennaio del 2010, Kevin Feige ha negato la difficoltà di fondere la mitologia di Thor con la fantascienza di Iron Man, in quanto la magia utilizzata per Thor nel MCU sarebbe stata in realtà "vera scienza". A marzo è stato annunciato che Penn aveva completato la prima bozza della sceneggiatura, consegnata al caporedattore della Marvel Joe Quesada e al fumettista degli Avengers Brian Michael Bendis. Per l'aspetto e la trama del film sono stati utilizzati numerosi elementi degli Ultimates e degli Avengers di Terra-616, sebbene la formazione originale sia stata alterata: anziché Ant-Man e Wasp, sono stati infatti aggiunti Occhio di Falco e Vedova Nera, questo a causa dei continui ritardi del primo lungometraggio di Ant-Man, che costrinse la Marvel a cambiare il team. Il film The Avengers (noto originariamente con il nome Marvel's The Avengers) ottenne enorme successo di critica e pubblico.

## Differenze dai fumetti
La rappresentazione della fondazione ufficiale degli Avengers fonde elementi della continuity principale (come la presenza di Loki come nemico da sconfiggere) con quella di altre più moderne (ad esempio, il ruolo dello S.H.I.E.L.D. nella fondazione e lo scontro con i Chitauri). La formazione originale degli Avengers nei fumetti conta tra i suoi membri Hank Pym / Ant-Man e Janet Van Dyne / Wasp, senza Captain America (che si sarebbe aggiunto poco dopo), Occhio di Falco e la Vedova Nera. Anche la versione originale degli Ultimates comprende gli stessi componenti dei primi Vendicatori di Terra-616, vale a dire Iron Man, Thor, Hank Pym / Giant-Man e Wasp, ma con Capitan America al posto di Hulk. Soltanto in seguito al loro debutto si sono uniti pure Occhio di Falco e Vedova Nera (per una squadra secondaria specializzata in black ops) e i gemelli Scarlet Witch e Quicksilver.

## Accoglienza
L'introduzione del team di supereroi in The Avengers è ritenuto il momento clou della pellicola. A.O. Scott del New York Times ha elogiato la chimica tra i personaggi come la parte migliore del film, mentre Owen Gleiberman di Entertainment Weekly ha approvato anche la rivalità e l'astio tra gli eroi. Joe Morgenstein del Wall Street Journal ha ritenuto i litigi comici dei personaggi la parte più divertente del film originale. La squadra ha ricevuto ancora più elogi per Avengers: Age of Ultron; Scott Foundas di Variety ha lodato come gli attori fossero ben inseriti nei loro ruoli, notando come i Fantastici Quattro e la Justice League possa ormai solo sperare di seguire le loro orme per quanto riguarda la caratterizzazione dei personaggi. Al contrario, Scott Mendelson di Forbes non ha gradito che fossero due Avengers (Tony Stark e Bruce Banner) ad essere i creatori dell'antagonista del film (Ultron).
La divisione della squadra in Captain America: Civil War ha ricevuto un'ottima accoglienza da parte di critici come Peter Bradshaw del The Guardian e Richard Roeper del Chicago Sun-Times. Al contrario, Nicholas Barber della BBC ha considerato "priva di senso" l'affiliazione dei vari eroi e Stephen Whitty del Daily News ha criticato lo schieramento degli Avengers nel film, ritenendo che "imbottisse" la pellicola, incentrata più sulla squadra che su Captain America come indica il titolo. Nel 2018 si è generata una polemica in seguito a una dichiarazione del regista James Cameron, il quale, pur ritenendosi un fan dell'MCU, temeva che avrebbero portato a un "dominio cinematografico", impedendo agli spettatori di appassionarsi ad altri film; ciò ha portato numerose persone ad attaccare Cameron tramite i social media. Avengers: Endgame è stato elogiato da critica e pubblico, che lo hanno definito una degna conclusione della Saga dell'Infinito, in particolare riguardo ai sei Avengers originali. La scena dell'unione degli eroi per combattere Thanos è stata acclamata universalmente.

### Tema e analisi
Secondo il critico cinematografico Peter Travers, Joss Whedon (regista di The Avengers) ha rappresentato la squadra come una famiglia disfunzionale i cui membri sono estraniati dal mondo normale a causa delle loro peculiarità, ragion per cui sono isolati, emotivamente confusi e irritabili. Roger Ebert, riferendosi alla pellicola, ha paragonato i sei Avengers originali a un assortimento di razze canine, in quanto "sono completamente diversi gli uni dagli altri, ma tutti campioni". Anthony Lane del The New Yorker ha affermato che il gruppo richiama quello creato da Bob Dylan e George Harrison con i Traveling Wilburys nella cultura musicale pop. Callie Ahlgrim della Insider Inc ha descritto gli Avengers come "la squadra di supereroi più ambiziosa nella storia del cinema" quando ha stilato una classifica degli Avengers più potenti nel MCU.

### Influenza culturale
La squadra è stata l'ispirazione per la serie di documentari Marvel's Avengers: Building A Cinematic Universe nel 2012. Nel 2014 è stata creata un'altra serie di documentari intitolati Marvel Studios: Assembling a Universe. Attualmente si trova a Las Vegas, Toronto e Seul una mostra chiamata Avengers STATION. Nei vari parchi Disney si trova l'Avengers Campus, il primo dei quali è stato aperto il 4 giugno 2021.

## Altri media
- Il libro Wakanda Files: A Technological Exploration of the Avengers and Beyond parla degli Avengers dalla prospettiva di Shuri.[61]
- La Marvel Comics ha pubblicato nel 2015 un tie-in di Avengers: Age of Ultron scritto da Dan Abnett, Avengers: Everybody Wants To Rule The World. Tra i membri della squadra si contano Iron Man, Captain America, Hulk, Thor, Vedova Nera, Occhio di Falco, Quicksilver, Scarlet Witch e Visione.[62]
- Nel 2019 i Marvel Studios e la ILM hanno presentato un'esperienza di realtà virtuale chiamata Avengers: Damage Control.[63][64][65][66]